# Constructivisme féministe
Le constructivisme féministe est une théorie des relations internationales qui s'appuie sur la théorie du constructivisme. Le constructivisme féministe se concentre sur l'étude de la manière dont les idées sur le genre influencent la politique mondiale. C'est la communication entre deux théories postcoloniales : le féminisme et le constructivisme, et comment ceux-ci partagent des idées similaires pour créer l'égalité des sexes à l'échelle mondiale. 

## Communication entre les théories
Le constructivisme est une théorie de la connaissance qui soutient que les humains génèrent des connaissances et du sens à travers les interactions et les idées du monde. Les constructivistes soutiennent que la vie est sociale, qu'elle résulte de la façon dont les gens interagissent les uns avec les autres (c'est-à-dire parler, suivre des normes, créer des règles, etc.). Bien qu'il existe des similitudes, les constructivistes féministes voient les relations de pouvoir différemment des constructivistes classiques. Le pouvoir et le genre sont considérés comme des « éléments intégraux des processus de construction », alors que les constructivistes traditionnels croient que le pouvoir est extérieur au processus de construction.  Les constructivistes féministes soutiennent que le manque de recherche sur la problématisation en tant que processus social de construction est logiquement incompatible « avec une ontologie du devenir ».  Elles croient également que les différences entre les hommes et les femmes, autres que les différences anatomiques, ont été construites en raison de la socialisation et de la formation culturelle . Cependant, il existe des critiques qui portent sur les interactions du féminisme avec le constructivisme. De nombreuses féministes ne sont pas d'accord avec le constructivisme comme terrain d'entente alternatif car la plupart des constructivistes ignorent la littérature féministe et l'analyse de genre.  Il est également souligné que le constructivisme n'a pas les outils pour expliquer comment le genre et le pouvoir en politique s'influencent mutuellement, en raison de la sous-théorisation de la construction sociale du pouvoir.  

## Influence politique
Les critiques majeures de la présence féministe dans la politique mondiale n'ont pas reçu beaucoup d'attention de la part des médias, car une plus grande attention fut accordée aux arguments des environnementalistes et aux questions syndicales lors des rassemblements anti-commerce, par opposition à ceux des idéologies féministes. Cependant, certains endroits se sont révélés très ambivalents vis-à-vis de la mondialisation, comme les femmes en Inde qui n'étaient pas concernées par les exigences qui liaient la libéralisation du marché à l'application des normes de travail.  

## Influence dans la recherche
Un des principaux dilemmes observés par les féministes est qu'il est difficile de mesurer l'impact des féministes sur les relations internationales. La théorie féministe a tendance à révéler la politique dans tous les aspects du processus de recherche, que ce soit l'absence d'action, le silence des préoccupations majeures, l'oppression des croyances féministes et l'épistémologie du pouvoir sur les autres idées préconçues.  Pour changer cela, de nombreuses chercheuses utilisent l'éthique de la recherche féministe. Il s'agit d'être attentif au pouvoir de la connaissance, aux limites, à la marginalisation et aux silences, aux relations et aux différences de pouvoir entre elles, et à la situation propre du chercheur. L'épistémologie joue un rôle important, dans la mesure où le chercheur ou la chercheuse doit se désaxer de notre système de pensée qui distingue le fait de la croyance, ce qui permet alors au chercheur ou à la chercheuse d'être objectif/ve dans ses études.  Un autre élément clé de l'éthique de la recherche féministe est la question des limites, comme le fait de leur porter de l'attention et de comprendre leur pouvoir de marginalisation.  Cela comprend l'inclusion et l'exclusion des limites, ainsi que leur décomposition.  Pour avoir une éthique de recherche féministe, la chercheuse doit également prendre en considération les relations et la façon dont les actions sociales, politiques et économiques sont liées aux autres actions et vies.  

## Influence sur le leadership
Lorsque les femmes ou d'autres membres de groupes minoritaires obtiennent une position de pouvoir important dans la société, ils auront très probablement du mal à obtenir l'approbation pour utiliser leurs pouvoirs. Cela est principalement dû à la croyance actuelle que le genre est un système institutionnalisé de pratiques sociales qui constitue les hommes et les femmes comme différents de manière socialement significative et qui organise les inégalités en fonction de ces différences. Selon l'expectation states theory (en), le genre est profondément ancré dans la hiérarchie sociale, car les règles qui régissent les systèmes de genre stéréotypés sont considérées comme des croyances de statut, des schémas culturels sur la position de leadership qui sont basés sur le sexe, la race, l'ethnicité, l'éducation ou la profession.  